# Treignes
Treignes (en wallon  Tregne) est une section de la commune belge de Viroinval située en Wallonie dans la province de Namur. La commune fait partie du Parc national de l'Entre-Sambre-et-Meuse (ESEM), l'Écomusée de la vallée du Viroin étant une des six entrées principales/points d'information du parc. 
C'était une commune à part entière avant la fusion des communes de 1977.

## Étymologie
1345 Tring, Traing, 1362 Tringne : propriété de (suffixe -ia) Trenius ou Trennus, anthroponymes germaniques latinisés  ou des Tirinius (avec syncope en Trinius), gentilice romain.

## Évolution démographique
- Source: DGS, 1831 à 1970=recensements population, 1976= habitants au 31 décembre

## Histoire

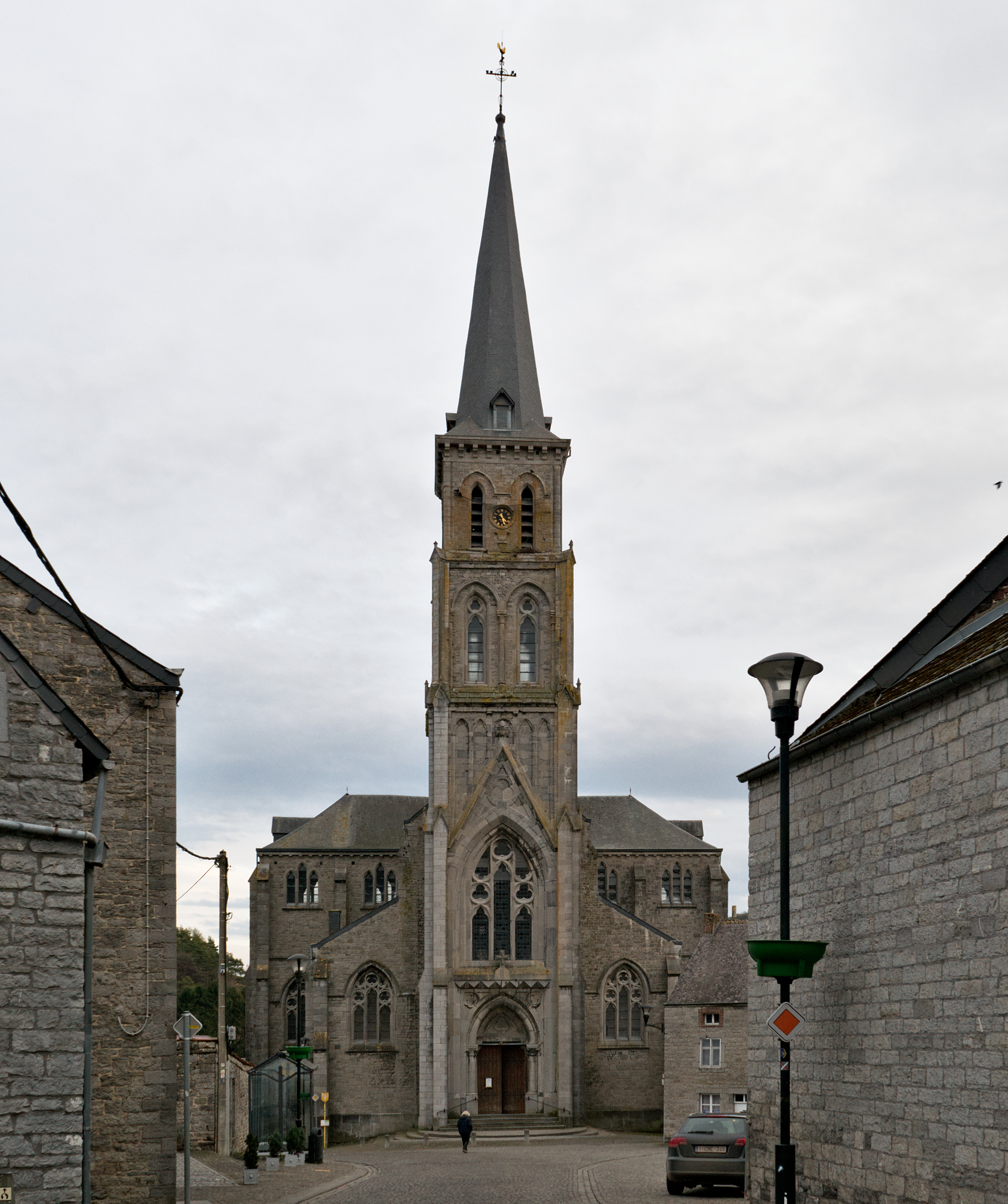
L'église Saints-Valère-et-Ruffin de Treignes.

La découverte de débris de céramiques sigillées provenant du sud de la Gaule, de moellons et de tuiles dans les environs de la villa gallo-romaine des Bruyères atteste la présence de ces conquérants latins dès le début du Ier siècle.
Au cours du Moyen Âge une tour fortifiée y est érigée et le village passe sous le contrôle de la principauté de Liège. Il est gouverné successivement par les seigneurs de Rumigny, de Florennes, de Pesche, est acquis en 1563 par le maître de forge Nicolas Marotte qui le revend a Jean de Hamal en 1657. Les de Hamal seront barons de Treignes jusqu'à la Révolution française de 1789.
En 1793, la réunion de deux seigneuries distinctes de Treignes et Matignolle ont donné naissance à l’ancienne commune de Treignes, rattachée au département de Sambre-et-Meuse.

## Patrimoine et culture

### Patrimoine architectural
- Eglise Saints-Valère-et-Ruffin. Construite en 1871 à 1873 en style néo-gothique par l'architecte Degreny[3].
- Ferme du Château, rue Grande. Construite probablement du XVe au XVIIe siècle, par la famille de Romerée, dont plusieurs membre occupèrent le château entre 1444 et 1579, à la charge de prévôt de la baronnie de Vierves[3].
- Presbytère, rue Saint-Roch au no 12. Il fut la maison communale jusqu'en 1793 ensuite pendant quelques années le presbytère est datée de 1787[4].
- Ferme du Moulin, rue du Ternia. Datant de la 2e moitié du XVIIe siècle[4].
- Ferme de Matignolles. Réédifiée au début du XVIIe siècle par les seigneurs du lieu, les Tellin et conservant de cette époque le logis et la chapelle augmentée au XIXe siècle[5].

### Culture

#### Tradition
Le carnaval de Treignes compte par les chefs-d’œuvre du Patrimoine oral et immatériel de la Fédération Wallonie-Bruxelles.

#### Musées

##### Musée du Malgré-Tout
Le Musée du Malgré-Tout a été fondé en 1984 dans l'ancienne centrale électrique de Treignes et tire son nom du lieu-dit. C'est à la fois un musée et un archéosite. Le Centre d'étude et de documentation archéologiques (Cedarc) a effectué des fouilles dans la région du Viroin et les objets mis au jour sont à l'origine des collections d'archéologie régionale du musée. L'évolution de l'homme et de ses techniques aux temps préhistoriques est également présentée.
Le Parc de la Préhistoire présente des reconstitution d'habitats préhistoriques et propose une vingtaine d'animations et ateliers

##### Autres musées
- Écomusée de la vallée du Viroin.
- Espace Arthur Masson.
- Ecole d'autrefois.
- Musée du chemin de fer à vapeur.

## Économie
Les ressources principales du village ont été pendant longtemps constituées par l’extraction du minerai de fer et de la pierre (baryte) ainsi que l’exploitation des ressources forestières. Les premières activités cessèrent complètement au cours du XIXe siècle. Si la fabrication du charbon de bois y fut arrêtée en 1944, par contre une brasserie subsista jusqu’en 1957. Bien qu’une gare ait été construite au moment où le trafic frontalier et l’exportation des productions locales le justifiaient, aujourd’hui, elle est uniquement exploitée comme ligne touristique par le Chemin de fer à vapeur des Trois Vallées.

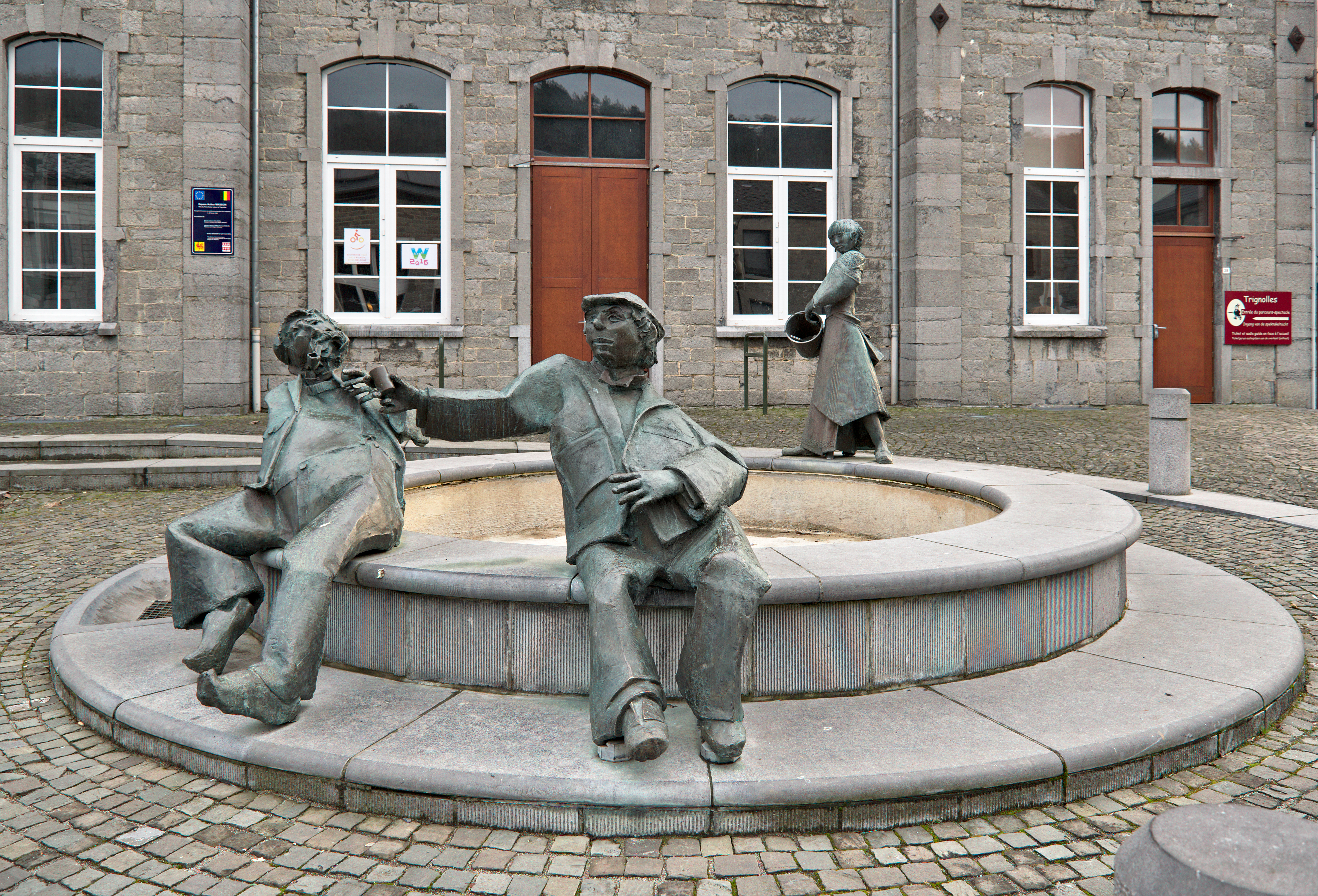
"Toinade" par Claude Rahir, devant l'espace Arthur Masson.

Un tourisme local s'est développé à la suite de l'arrivée de nombreux passionnés de tourisme « vert » mais aussi par l'attrait éveillé chez les nombreux lecteurs de la saga de « Toine Culot », par le cadre villageois où évoluent les sympathiques et truculents personnages d’Arthur Masson. En effet Treignes et Matignolle ("Trignole" étant le nom du village fictif né de la contraction des toponymes Treignes et Matignolle) ont servi de modèle à beaucoup de romans écrits par cet auteur wallon. En son hommage a été créé l'Espace Arthur Masson.